# Innocenti 186 GT
L'Innocenti 186 GT est une voiture de sport développée conjointement par les constructeurs automobiles italiens Innocenti et Ferrari entre 1963 et 1964, mais jamais mise en production. Deux prototypes sont construits, dont un est exposé au Museo Ferrari à Maranello.

## Historique

### Contexte
En 1960, la société Innocenti acquiert une haute réputation internationale avec ses presses hydrauliques très puissantes, ses fameux échafaudages tubulaires « tubo Innocenti » avec joints et raccords à montage rapide brevetés, et ses scooters Lambretta. Elle fait à peine son entrée dans l'industrie automobile avec l'assemblage de modèles British Motor Corporation dans son usine de Lambrate, près de Milan.

### Conception et développement
Son fondateur, Ferdinando Innocenti, souhaite développer sa division automobile avec une voiture de grand tourisme. Il parle de son idée à Enzo Ferrari, et parvient à signer un accord entre les deux constructeurs en 1963. Ferrari assure la conception d'un coupé avec un moteur V6. Une équipe d'ingénieurs est constituée à Maranello, supervisée par le directeur technique d'Innocenti, Sandro Colombo, et assistée par des ingénieurs d'Innocenti. Cette équipe comprend également des ingénieurs de Ferrari, dont le concepteur motoriste Franco Rocchi, l'ingénieur transmission Walter Salvarani, l'ingénieur châssis Casoli, et l'ingénieur calcul Marmiroli, ainsi que les ingénieurs Arienti et Cattaneo d'Innocenti.
Un prototype de châssis est rapidement construit et livré au bureau d'études de Bertone, chargé de la conception et de la réalisation de la carrosserie. C'est le jeune Giorgetto Giugiaro, alors salarié de la Carrozzeria Bertone, qui conçoit un coupé 2+2 fastback. La première voiture est habillée avec une carrosserie partiellement en aluminium. Alors que le premier exemplaire subit des tests sur la piste de l'usine Lambrate d'Innocenti, Colombo et les autres ingénieurs d'Innocenti, impliqués dans le projet, travaillent avec Bertone sur une autre version de carrosserie. Un nouveau prototype est construit, devant préfigurer la version définitive à mettre en production. Finalement, en 1964, l'ensemble du projet est interrompu, alors que le lancement de la production en série est imminent. Sandro Colombo évoque deux raisons à cette décision. L'un concerne le réseau de vente de voitures Innocenti, encore trop peu développé et inadapté à la distribution d'un véhicule aussi haut de gamme car dépendant encore de nombreux concessionnaires de motos Lambretta. L'autre est la récession italienne de 1964-1965, une conjoncture loin d'être idéale pour lancer une voiture GT coûteuse destinée aux acheteurs aisés. Des deux prototypes, un est détruit, pendant que l'autre est stocké dans un entrepôt d'Innocenti. Lorsque le bâtiment est démoli en 1994, à la suite du rachat d'Innocenti et de Maserati et leur intégration dans le Groupe Fiat, l'exemplaire de la 186 GT survivante est sauvé par l'historien Maserati Ermanno Cozza. En 2015, elle est exposée au Museo Ferrari de Maranello.

## Caractéristiques

### Chaîne cinématique

#### Motorisation
L'Innocenti 186 GT est équipée d'un moteur Ferrari V6 à 60° de 1 788 cm3, 12 soupapes, simple arbre à cames en tête (alésage et course 77 × 64 mm), développant 154 ch (115 kW) à 7 000 tr/min.
| Modèle et boîte                  | Production | Moteur           | Cylindrée         | Puissance                      | Vitesse maximale |
| -------------------------------- | ---------- | ---------------- | ----------------- | ------------------------------ | ---------------- |
| Innocenti 186 GT (boîte méca. 4) | 1964       | 6 cylindres en V | 1 788 cm3 (1,8 L) | 115 kW (154 ch) à 7 000 tr/min | 200 km/h         |

#### Boîte de vitesses
Le moteur est accouplé à une transmission manuelle à 4 vitesses avec surmultipliée sur les troisième et quatrième rapports,.

### Mécanique
Le freinge est assuré par des freins à disque sur les quatre roues à rayons Borrani, équipées de pneus Pirelli Cinturato 175×14".

### Châssis et carrosserie
Le châssis est, dans la tradition Ferrari, composé d'un cadre en tube d'acier avec une carrosserie séparée, utilisant une suspension avant à double triangulation et un essieu moteur arrière sur ressorts à lames avec bras de réaction. 